# L.A. Heat
L.A. Heat  è una serie televisiva statunitense in 48 episodi trasmessi per la prima volta dal 1997.
È una serie d'azione incentrata sulle vicende dei due colleghi poliziotti di Los Angeles che combattono la criminalità organizzata.

## Trama
La serie segue le avventure ricche di azione di due detective di Los Angeles, August Brooks e Chase McDonald. I detective sono diversi come carattere e nell'approccio ai casi (il primo è un tipo riflessivo ligio alle regole, il secondo affronta i casi senza attenersi ai regolamenti e mettendo spesso a rischio la vita di entrambi, sullo stile di Arma letale), ma funzionano bene insieme e riescono a mantenere le strade delle zone di loro competenza al sicuro. Chase realizza come hobby sculture in metallo che poi rivende, mentre August trascorre il suo tempo libero in un centro giovanile per adolescenti disagiati. August è un veterano con sedici anni di presenza nel Los Angeles Police Department. Nella sua giovinezza, è stato un pugile promettente.

## Episodi
| Stagione         | Episodi | Prima TV USA |
| ---------------- | ------- | ------------ |
| Prima stagione   | 26      | 1997         |
| Seconda stagione | 22      | 1999         |

## Personaggi e interpreti
- detective Chester 'Chase' McDonald (48 episodi, 1997-1999), interpretato da Wolf Larson.
- detective August Brooks (48 episodi, 1997-1999), interpretato da Steven Williams.
- Kendra Brooks (48 episodi, 1997-1999), interpretata da	Renee Tenison.
È la bella moglie di August, lavora presso il centro ricreativo. Come August, è conosciuta da tutti i ragazzi che frequentano il posto, e lei li aiuta con i loro problemi di volta in volta. Lei e August sono sposati da cinque anni, all'inizio della serie.
- capitano Jensen (47 episodi, 1997-1999), interpretato da Kenneth Tigar.
- Jodi (19 episodi, 1997), interpretato da Dawn Eason.
È la fidanzata di Chase. Non essendo mai stata felice del lavoro di Chase, esprime sempre preoccupazione per la sua vita e cerca di farlo virare verso la creazione dei suoi manufatti artistici. Quando le arriva un'offerta di lavoro in una galleria d'arte in Texas, inizia a fargli ancora più pressioni per lasciare tutto  e venire con lei.
- Arnold Cragmeyer (19 episodi, 1997-1999), interpretato da Christopher Boyer.
È a capo del laboratorio forense e spesso aiuta Chase e August a scoprire indizi e altre informazioni utili.
- tenente Sam Richardson (19 episodi, 1997-1999), interpretato da Clay Banks.
È un altro detective che assiste Chase e August, di volta in volta, è originario di New York, ma si è trasferito a Los Angeles prima del terzo episodio.
- Annie Mason (13 episodi, 1997-1999), interpretata da Jessica Cushman.
È una assistente forense che si unisce al cast a metà della prima stagione. Suo padre è un detective a Riverside, California.
- dottor Samantha Morecroft (8 episodi, 1999), interpretata da Debbie James.
È il nuovo capo coroner all'inizio della seconda stagione.
- dottor Judith Sands (6 episodi, 1997-1999), interpretata da Jessica Hopper.
- detective Jack Lawson (6 episodi, 1997-1999), interpretato da Michael McFall.
- ufficiale Susanne Stevens (6 episodi, 1997-1999), interpretata da Elena Sahagun.
- Bobby Cole (5 episodi, 1999), interpretato da Gary Hudson.
- Lucy Velez (4 episodi, 1997), interpretata da	Allegra Curtis.
- detective Nicole Stockman (3 episodi, 1999), interpretata da Sandra Robinson.
- detective Benny Lewis (3 episodi, 1997), interpretato da Sugar Ray Leonard.
- agente Shoenrock (3 episodi, 1999), interpretato da Michael White.
- Burkett (3 episodi, 1997-1999), interpretato da Richard Keats.
- Infermiera (3 episodi, 1997-1999), interpretata da Lora Lyn Peterson.
- Maria Vallejo (3 episodi, 1997), interpretata da Leticia Robles.

## Produzione
La serie, ideata da Joseph Merhi e Richard Pepin (che avevano ideato anche il film del 1989 dallo stesso titolo Poliziotti a Los Angeles (L.A. Heat), fu prodotta da PM Entertainment Group e girata a San Diego e a Los Angeles in California. Le musiche furono composte da Alex Wilkinson, John Sponsler e Louis Febre. A causa di problemi finanziari della  PM Entertainment, la produzione terminò nel 1998 dopo appena due stagioni. Un anno dopo, lo spettacolo debuttò negli Stati Uniti dopo una prima e fortunata distribuzione all'estero, quando fu venduto alla rete via cavo TNT. Tutti e 48 gli episodi furono messi in onda dal lunedì al venerdì alle 04:00 per quasi due anni.

### Registi
Tra i registi della serie sono accreditati:
- Richard Pepin (8 episodi, 1997-1999)
- Cole S. McKay (7 episodi, 1997-1999)
- Paul G. Volk (7 episodi, 1997-1999)
- Jerry P. Jacobs (4 episodi, 1997-1999)
- Bill Tunnicliffe (3 episodi, 1997-1999)
- Richard W. Munchkin (3 episodi, 1999)
- Joseph John Barmettler (2 episodi, 1997)
- Joey Travolta (2 episodi, 1997)
- Raymond Martino (2 episodi, 1998-1999)
- Bryan Goeres (2 episodi, 1999)
- Kevin Mock (2 episodi, 1999)

## Distribuzione
La serie fu trasmessa prima all'estero dal 1997, poi negli Stati Uniti nel 1999 sulla rete televisiva TNT.  In Italia è stata trasmessa dal 1999 su Italia 1, poi in replica dal 2003 su Duel TV, dal luglio del 2006 su Canale 5 e dal 26 gennaio 2008 su Joi con il titolo L.A. Heat.
Alcune delle uscite internazionali sono state:
- in Germania il 20 gennaio 1997
- in Francia il 16 marzo 1997 (Los Angeles Heat)
- in Portogallo il 18 maggio 1997 (Cidade Escaldante)
- negli Stati Uniti il 15 marzo 1999
- in Spagna il 21 giugno 1999  (L.A. Heat)
- in Russia (Жара в Лос Анджелесе)
- in Ungheria (L. A. heat - Halálos páros)
- in Italia (L.A. Heat)